# Monastero di Sant'Angelo in Pesco Mascolino
Il monastero di Sant'Angelo in Pesco Mascolino è uno storico cenobio benedettino della Valcomino, situato nel comune di Casalattico, di cui oggi restano i ruderi della chiesa e le fondamenta dei principali edifici. È situato all'imbocco delle gole del Melfa, su uno sperone roccioso in località oggi volgarmente detta Sant'Agnere, a ridosso di un'ansa del Melfa presso i confini dei comuni di Casalvieri e Arpino.
La località un tempo era definita Pesco Mascolino, probabilmente per il piccolo altopiano su cui fu edificato il monastero che si interrompe bruscamente con una parete verticale rocciosa alta oltre tre metri, o anche Acqua di Manente. Nelle vicinanze ancora sopravvivono i resti di un mulino ad acqua e di interventi di bonifica.

## Storia
Per la prima volta l'area è registrata come proprietà di un certo sacerdote di Casalvieri, Pietro, il quale qui aveva una chiesa dedicata a San Michele Arcangelo, che poi donò, nel 1032, all'Abbazia di Montecassino insieme alla chiesa di Santa Maria e le relative proprietà, sempre presso il Melfa.
Successivamente alla donazione di Pietro di Casalvieri i cassinati dovettero insediare a Sant'Angelo la prima comunità monastica, risale infatti al 1085 la prima menzione di un locale prepositura di Montecassino, governata da Benedetto, in proposito di una donazione di Sant'Angelo in Pesco Mascolino al monastero di San Martino di Alvito consistente in due pezze di terra in località Formilla, in cambio di un calice d'argento. Il legame del cenobio con Montecassino fu persistente finché i monaci rimasero nell'abbazia: nel 1097, nel 1137 e ancora nel 1191 Sant'Angelo in Pesco Mascolino è citato come dipendenza o possedimento cassinate.
Per un lungo periodo, corrispondente alla seconda decadenza di Montecassino, attorno XIII secolo, del monastero cominense non si ha più notizia fino al 1247, quando i proventi della chiesa furono impiegati per acquistare vestiti e calzature per i monaci di Cassino.  Nel 1308 invece è registrata una decima pagata dalla chiesa alla Santa Sede, come parte della diocesi di Sora, mentre già dal XV secolo la località non ospitava più una comunità monastica ed era divenuta una grancia del convento di San Nazario di Casalattico, finché fu unita nel 1435 all'abbazia della Santissima Trinità di Atina e poi progressivamente abbandonata.